# Асбах (Біркенфельд)
Асбах (нім. Asbach) — громада в Німеччині, розташована в землі Рейнланд-Пфальц. Входить до складу району Біркенфельд. Складова частина об'єднання громад Раунен.
Площа — 3,47 км2. Населення становить 142 ос. (станом на 31 грудня 2020).